# Iridana marina
Iridana marina is een vlinder uit de familie Lycaenidae. De wetenschappelijke naam van de soort is voor het eerst geldig gepubliceerd in 1935 door George Talbot.